# Vellage
Vellage is een dorp in het Landkreis Leer in de Duitse deelstaat Nedersaksen. Het dorp maakt deel uit van de gemeente Weener in het Duitse deel van het Reiderland.
Het dorp ligt nabij de rivier de Eems, ongeveer twee kilometer ten noordwestenvan Papenburg een kilometer ten zuidoosten van Diele. Het dorp ligt rond de op een warft staande dorpskerk uit de dertiende eeuw. De kerk is een overblijfsel van een klooster van de Johannieter Orde.

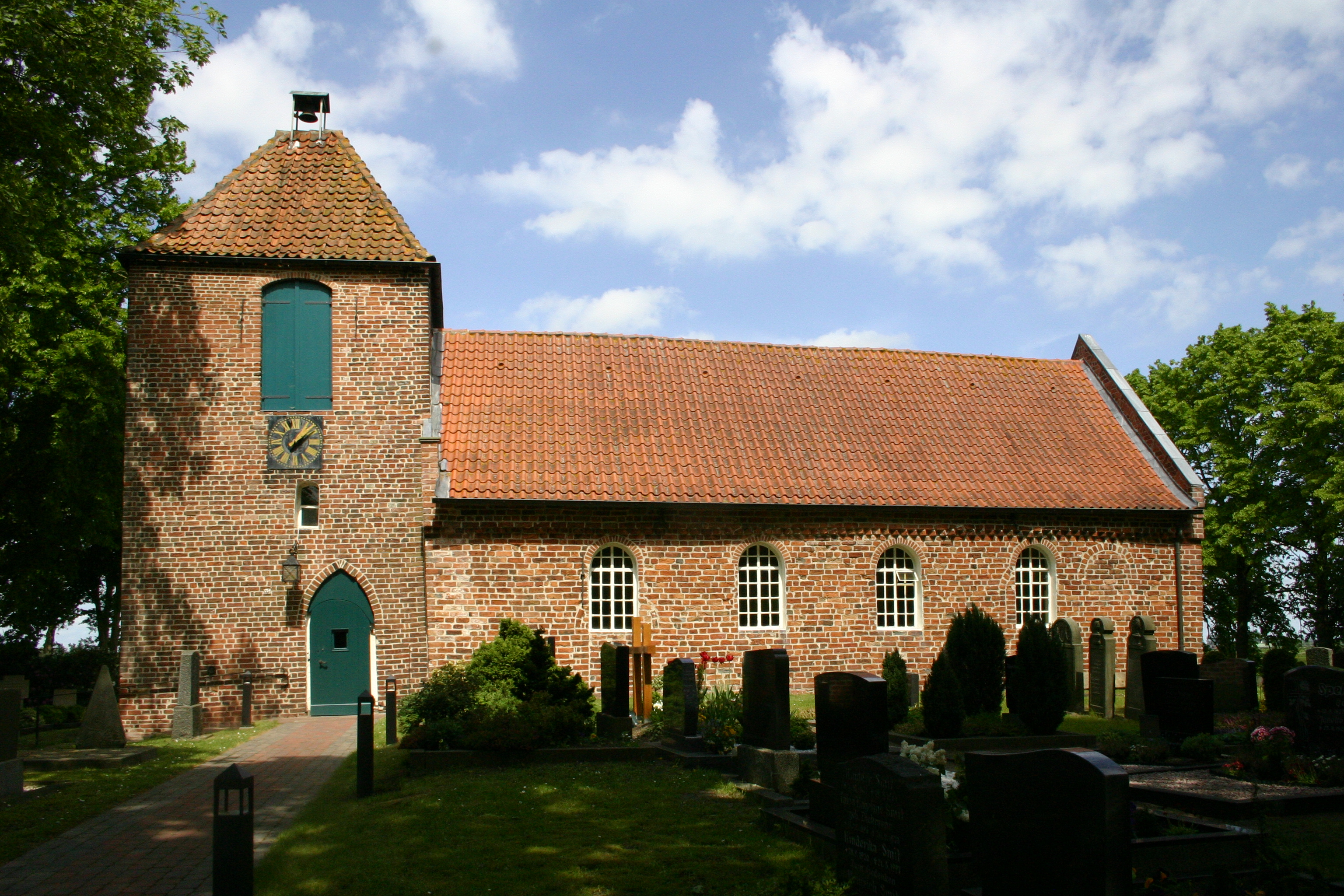
Kerk van Vellage

- Virtual International Authority File: 240572253